# Černý Most (stanice metra)

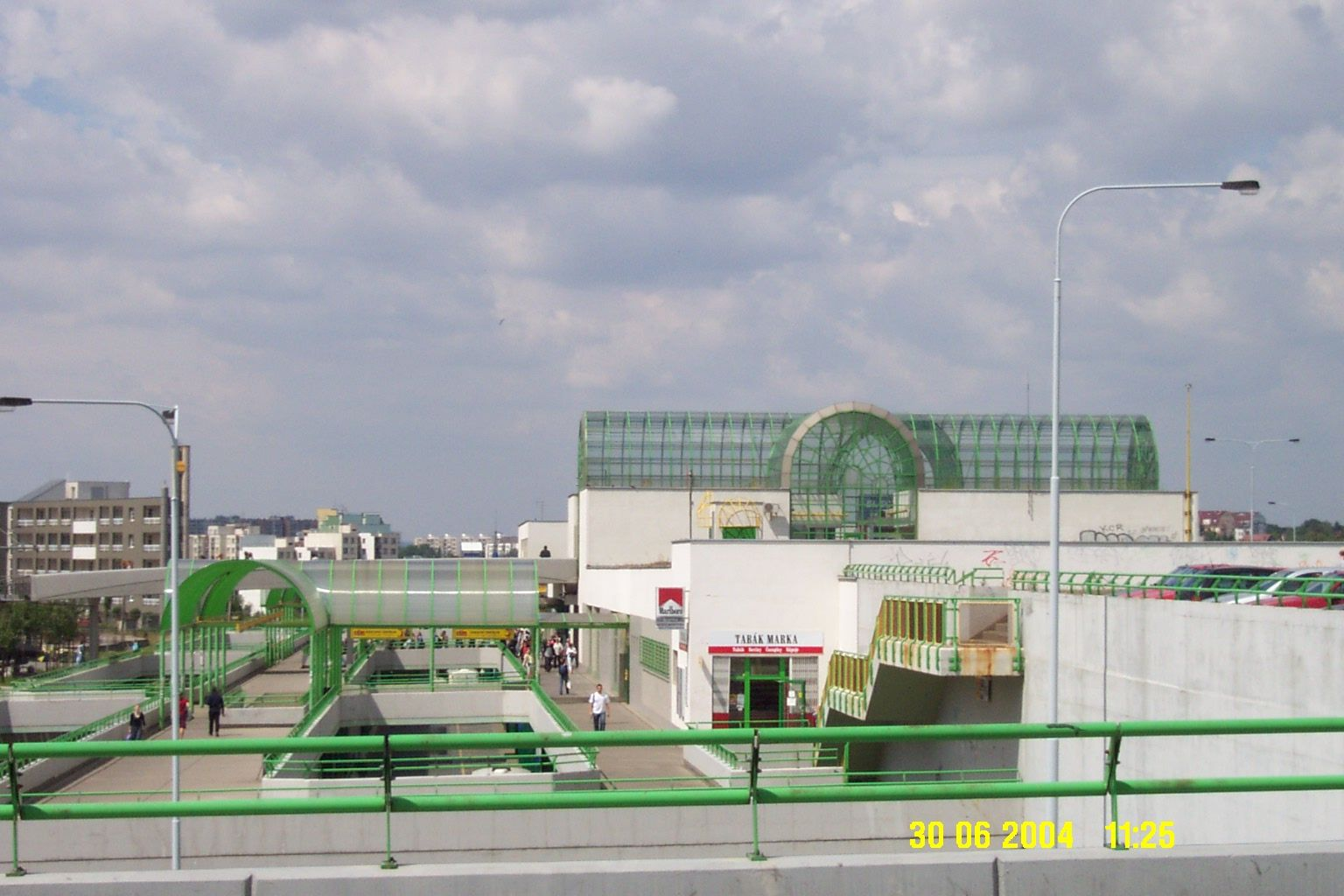
Stanice metra Černý Most, pohled zvenku

Černý Most (zkratka CM) je stanice metra na východě Prahy, ležící v katastrálním území Černý Most (zřízeném v roce 1987) u hranice Horních Počernic, u sídliště Černý Most nedaleko obchodního centra Centrum Černý Most (CČM). Byla otevřena s úsekem IV.B 8. listopadu 1998 a je dlouhodobě konečnou linky B. Název Černý Most nesla do roku 1990 dnešní konečná zastávka tramvají Lehovec, umístěná asi 2 km západněji. Stanice měla nést jméno Počernická. Pracovní název byl Černý Most II.
Stanice je povrchová. Jelikož trať je do ní vedena nadzemním tubusem, je kolejiště uprostřed, dvě oddělená boční nástupiště jsou spojena nadchodem. Za stanicí je možno v odstavných kolejích provádět jednoduché opravy vlaků. Stanice je obložena bílými dlaždicemi.
Stanice nemá vestibuly, povahu vestibulu má pouze horní patro budovy stanice navazující úrovňově na lávku přes Chlumeckou ulici. 

## Autobusový terminál
Odjezdové nástupiště přiléhá k výstupní hraně autobusového terminálu, jejíž nástupiště má formu podloubí, příjezdové nástupiště navazuje na jižní straně stanice na soustavu schodišť ke dvěma odjezdových hranám autobusového stanoviště umístěného o úroveň níže a lávek směřujících do sídliště a k obchodnímu centru CČM. Pravá odjezdová hrana (blíže stanici metra) je určena pro dálkovou dopravu převážně do severovýchodních Čech a pro neintegrovanou příměstskou dopravu, levá hrana slouží městským a příměstským linkám Pražské integrované dopravy a speciálním městským linkám k obchodním centrům (dříve k CČM, později k OD IKEA). Výstupní zastávka pro meziměstské spoje pokračující na Florenc je umístěna na protilehlé straně Chlumecké ulice, již na území Horních Počernic. V této zastávce zastavují i linky PID od Horních Počernic, přestože poté pokračují složitým mimoúrovňovým křížením ještě do zastávky na výstupní hraně přímo u metra. Nástupiště terminálu jsou krytá pochozím horním patrem, vozovky v úsecích nástupních stání jsou z větší části nekryté. 

### Kontroverze
Podle webu Praha neznámá je hlavním problémem této architektury – nearchitektury její ryzí neúčelnost, která je zde prezentována na každém kroku a opravdu důsledně zvlášť v detailech. Prostor metra je s autobusovými stanovišti spojen systémem schodů, nadzemních průchodů, obchvatů, dalších schodů a spousty nepochopitelných prvků, tvořících specifický labyrint. Nástupiště mají zohýbané, zničené a hlavně velmi špinavé vybavení. Většina mobiliáře je zhotovena z jakýchsi drátěných mřížek, do kterých nejen že velmi snadno zapadají všemožné odpadky a nečistoty, ale je téměř nemožné je odsud vyčistit. V okolí je nespočet holubů díky důmyslně umístěným „bidýlkům“ a „hrazdičkám“ všeho druhu. Skrz betonová i plastová zastřešení při dešti crčí voda, na zemi se tvoří vápenaté usazeniny a u stropu krápníky. Betonové schody vedoucí k zastávkám autobusů jsou “okousané” a při vlhkém počasí kluzké. Informační tabule „Pragotron“ pro zobrazování odjezdů meziměstských autobusů byla znefunkčněna brzy po zprovoznění stanice, pokud vůbec někdy fungovala. 
Zastávky autobusů byly vybudovány Dopravním podnikem hl. m. Prahy v roce 1998 na základě objednávky hlavního města. To provedené práce uhradilo v roce 2002. TSK poté převzala jen některé stavby, například chodníky, vozovky, parkoviště, dopravní značení a část zeleně. Například korodující konstrukce mostu a schodiště ale převzaty nebyly. Podle mluvčího magistrátu objekt nebyl předán pod správu TSK, neboť ve stavebním povolení je terminál definován jako přístupové plochy pro potřeby MHD. Město jejich správce nikdy neurčilo.
V květnu 2018 magazín idnes.cz uvedl autobusové nádraží Černý Most na prvním místě z pěti míst, která dělají Praze největší ostudu. I ve čtenářské anketě toto místo s drtivou převahou zvítězilo jako nejostudnější místo Prahy, kde získalo více než čtyřnásobek hlasů oproti Čelakovského sadům a více než pětinásobek oproti autobusovému terminálu Palmovka.
Začátkem dubna 2019 Pražský deník konstatoval, že za 21 let provozu autobusový terminál neprošel prakticky žádnou změnou a hlavně údržbou a stal se tak oblíbeným cílem různých pořadů o nejodpudivějších místech v Praze. Deník Metro zmínil zrezlá zábradlí, posprejované zdi a popraskaný beton, z kterého roste zeleň. Náměstek primátora zodpovědný za dopravu Adam Scheinherr označil za největší problém, že se o místo nikdo nestaral celkově a že od roku 2009 nebyl terminál nikdo schopen převzít do správy a začít se o něj starat.
Situaci komplikují i nedořešené restituce a náhrady pozemků v okolí terminálu. Rozestavěný dům u výstupu z metra, z něhož byly postaveny jen základy, stojí na pozemku více vlastníků, jejichž nároky soud k roku 2019 už přes deset let bezvýsledně řešil.
V roce 2016 už potřebné složité smlouvy ohledně správy terminálu byly připraveny, předjednány a schylovalo se k podpisu, ale městští politici na magistrátu odvolali vedoucí úředníky a nastalo bezvládí, které podle starosty Vondry všechny kroky zastavilo.
Nové vedení města na přelomu března a dubna 2019 oznámilo, že chce jako jednoznačného správce určit Technickou správu komunikací. Náměstek Adam Scheinherr se k situaci vyjadřoval jen na svém osobním facebookovém profilu. Podle jeho tvrzení z března 2019 TSK nyní na základě velmi důležité schůzky dostalo příkazem terminál převzít a začít připravovat nejen jeho údržbu, ale hlavně postupné opravy a polidštění. V březnu 2019 se zástupci magistrátu, městské části Praha 14 a TSK na společném jednání dohodli, že TSK převezme i zbývající část. TSK pro Pražský deník odmítla situaci komentovat. Vedení Prahy také zadalo vypracování studií konstrukčního stavu lávek a nevyloučilo, že některé bude muset zavřít. Starosta městské části Praha 14 Radek Vondra uvedl, že urguje opravu terminálu už 8 let, ale zatím neúspěšně. Teprve současná změna koalice na magistrátu a Vondrova osobní účast a intervence v ní vede podle Vondry k tomu, že se věci pohnuly. Už dříve městská část připravila seznam konkrétních kritických věcí k opravě a přiměla DPP a TSK k alespoň dílčím opravám. Mluvčí magistrátu Vít Hofman uvedl, že TSK je připravena majetek převzít do správy za podmínky navýšení rozpočtu o částku 116 milionů korun k zajištění nutných oprav a uvedení Terminálu Černý Most do řádného stavu. Starosta městské části Praha 14 v březnu 2019 uvedl, že předpokládá převzetí pod TSK tak do měsíce, zahájení havarijních oprav obratem, přípravu studie a zásadnější rekonstrukci v nejbližších dvou letech. Studie pro revitalizaci by měla posunout terminál do 21. století.
Podle zprávy z 23. dubna 2019 je autobusové nádraží v havarijnímu stavu, u ocelových i betonových částí konstrukce je zřejmá rozsáhlá koroze. Nejzákladnější opravy by město stály přes 100 milionů korun. Uvažuje se i o částečné demolici a nové výstavbě terminálu. V říjnu 2021 byl zveřejněn plán na demolici a zasypání spodní úrovně nástupiště a vybudování nového na úrovni nástupiště metra. Tím by se zajistil plně bezbariérový přístup a odpadla nutná údržba lávek a jejich zastřešení. Tento projekt je plánován na přelom 20. a 30. let 21. století, avšak již nyní probíhá menší rekonstrukce zaskleného nadchodu nad kolejemi.

### Autorka stanice
Dle rozhovoru s autorkou stanice ing. arch. Alenou Martínkovou (navrhovala též stanice Skalka, Kobylisy, Prosek) je současná podoba stanice i výsledkem úspor během výstavby, kdy stanice nebyla dokončena v celém rozsahu, jak původní projekt předpokládal.
„Metrem jezdím pořád – denně do Kobylis, často na Prosek. Obě mě moc těší. Musím se ale přiznat, že stanici Černý Most se vyhýbám, stále je totiž jen nedokončeným torzem. Chybí alucobondové fasády, není dokončen průchod na parkoviště ani výsadba extenzivní zelené střechy. A víte, jaký je největší hit této stanice? Hodiny – z úsporných důvodů bez ručiček! Ale snad nejhorší ze všeho je ta příšerná zanedbanost.“
Alena Martínková, Metroprojekt Informuje 03/2008

### Revitalizace
Terminál na Černém Mostě, který patří k nejvytíženějším dopravním uzlům v Praze, má projít velkou proměnou. Pražští radní 14. dubna 2020 schválili pověření Institutu plánování a rozvoje hl. m. Prahy (IPR) na další přípravy chystaných úprav. IPR má vybrat zpracovatele studie revitalizace. Koncepční studie bude vznikat na půdě IPR a měla by být dokončena v první třetině roku 2021. Ta vyřeší především rekonstrukci frekventované lávky nad nástupištěm, komplikovaný přístup k nástupišti metra směrem do centra a neefektivní a často vícenásobné objíždění terminálu autobusovými linkami.

## Fotogalerie

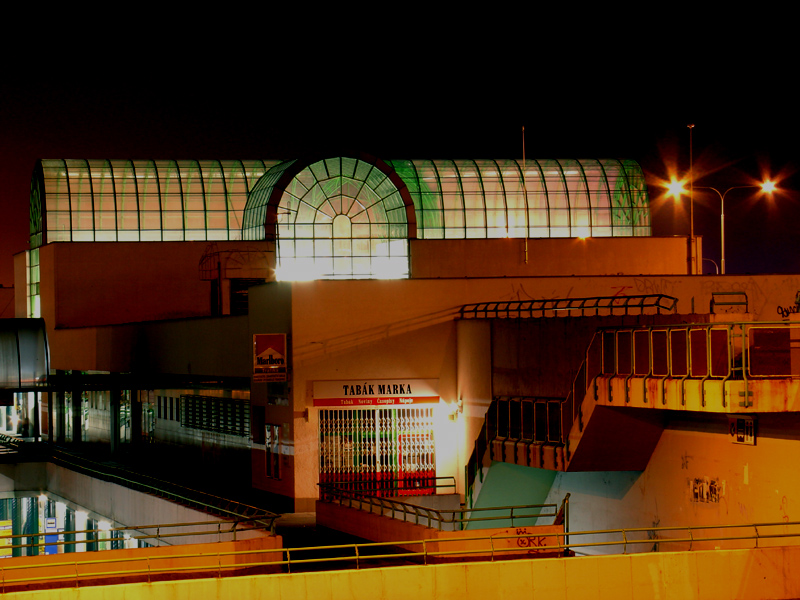
Stanice metra Černý Most v noci
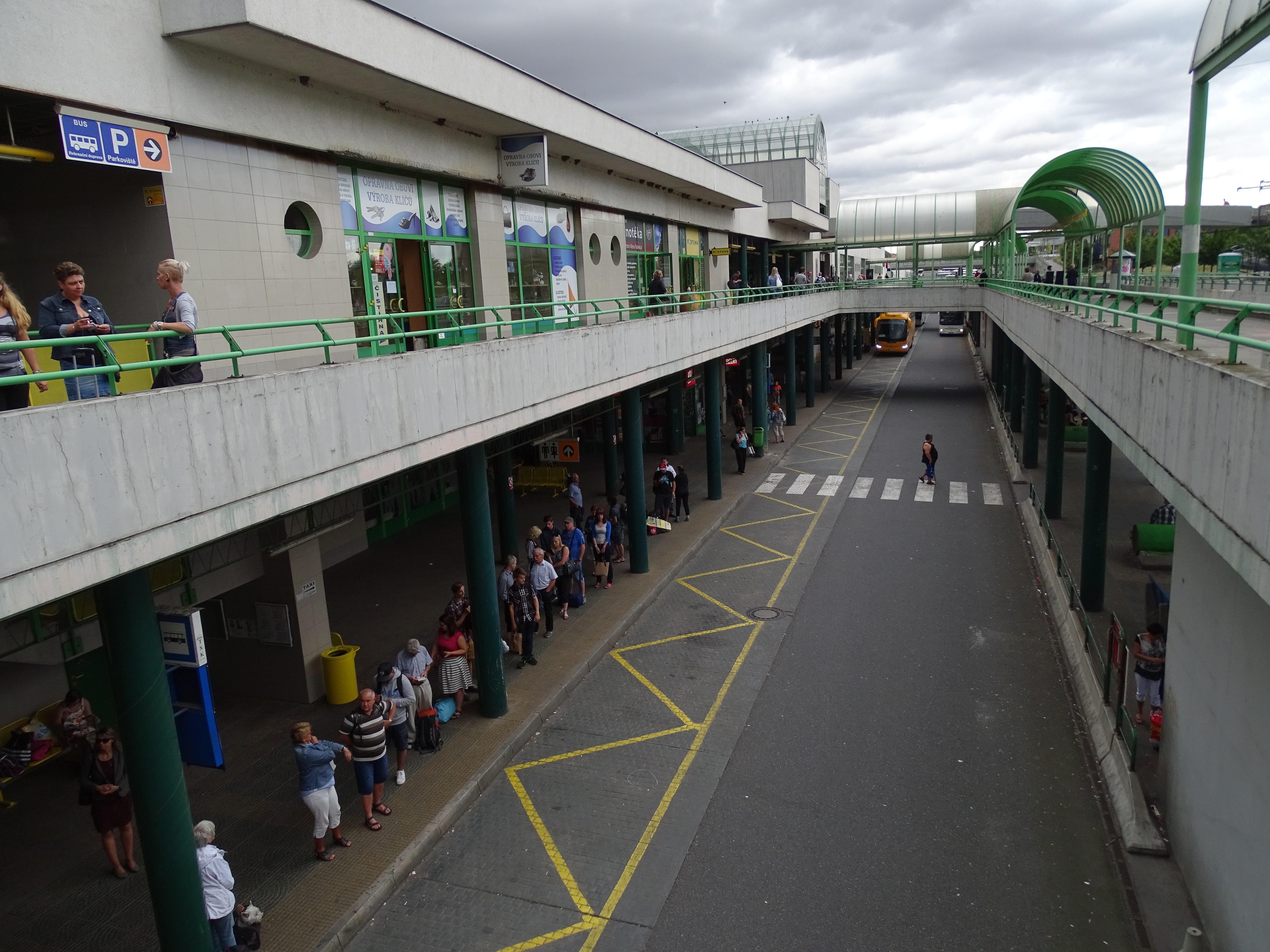
Autobusová nástupiště
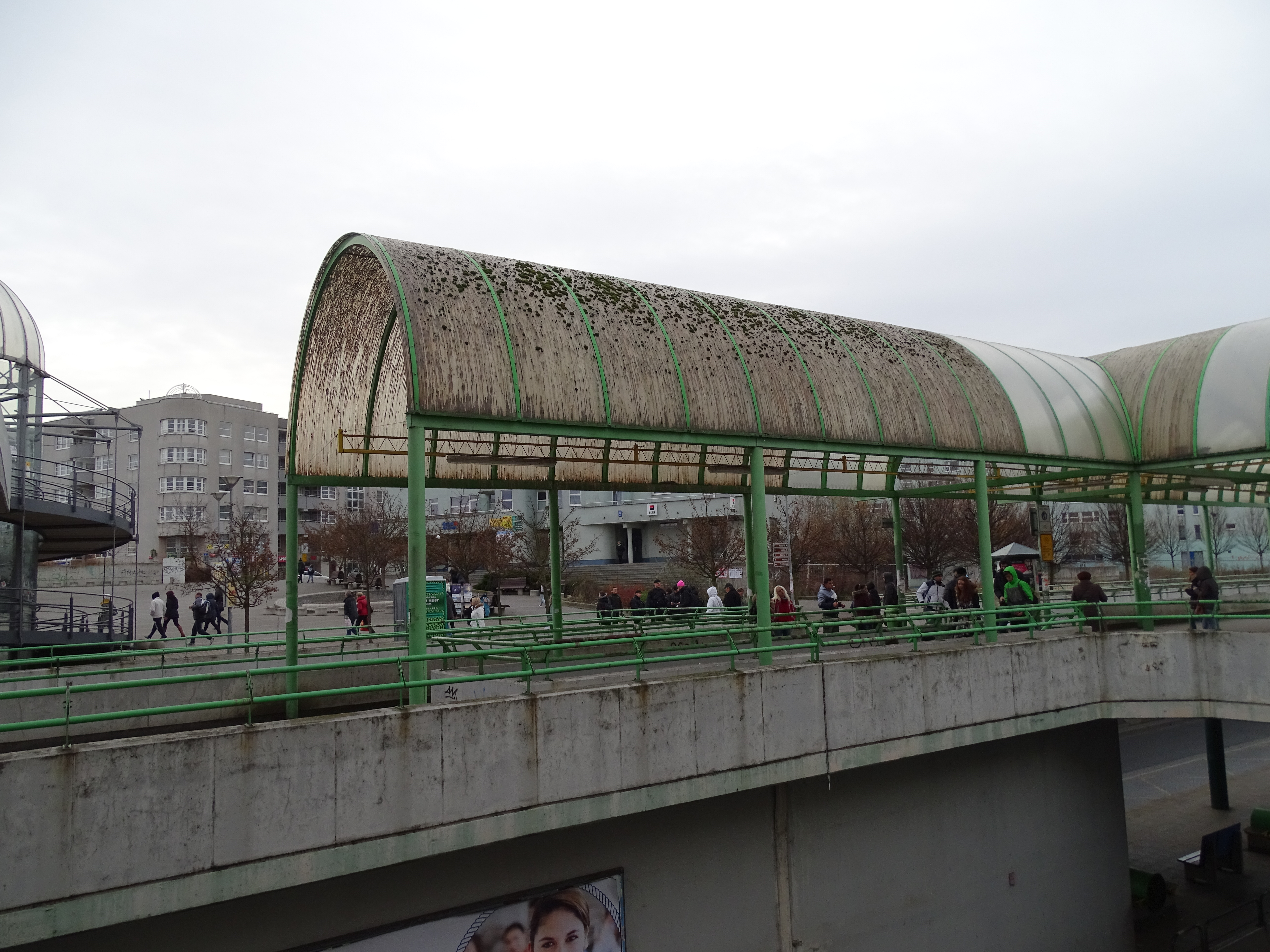
Střecha nad schodištěm
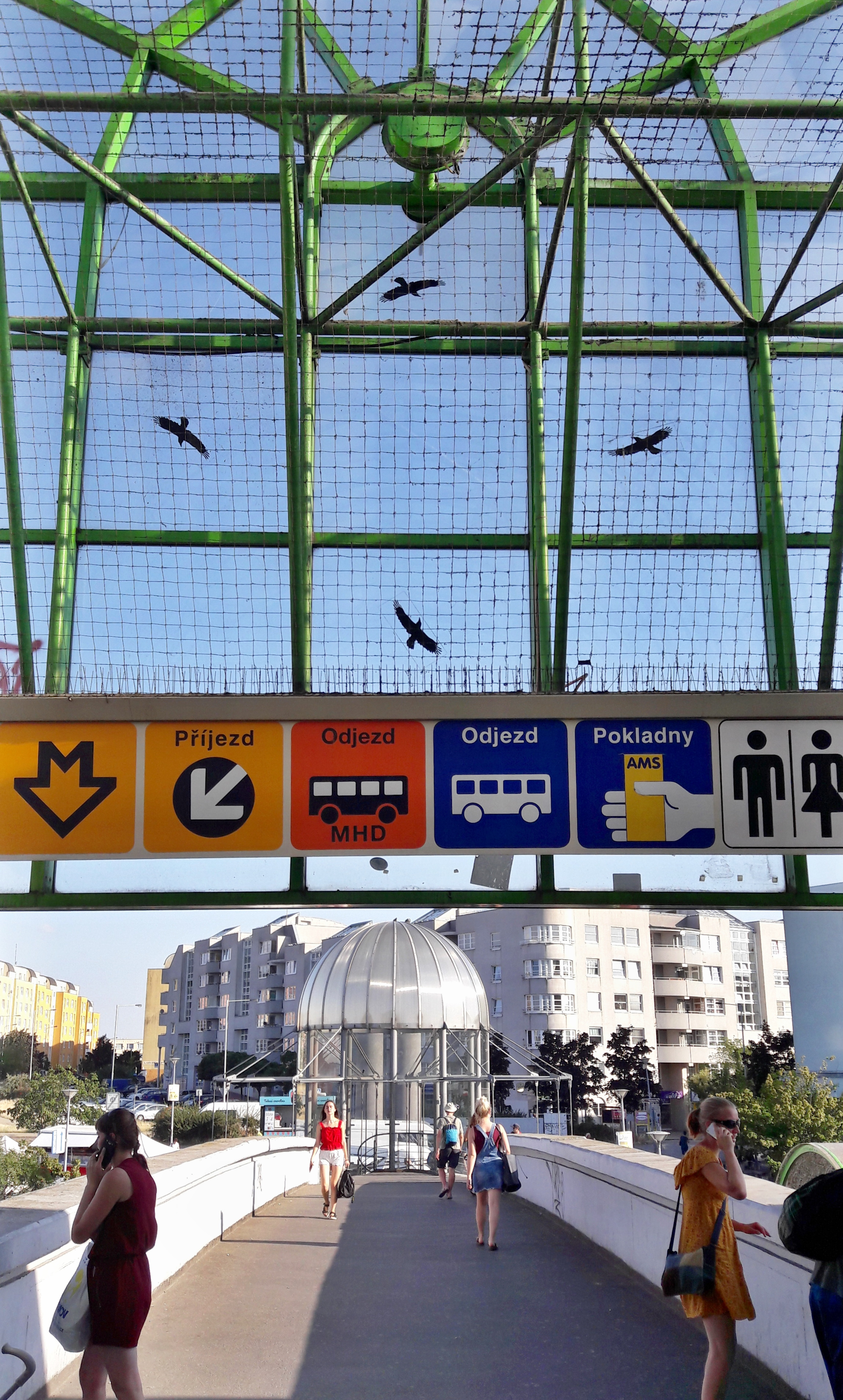
Lávka za výstupem ze stanice
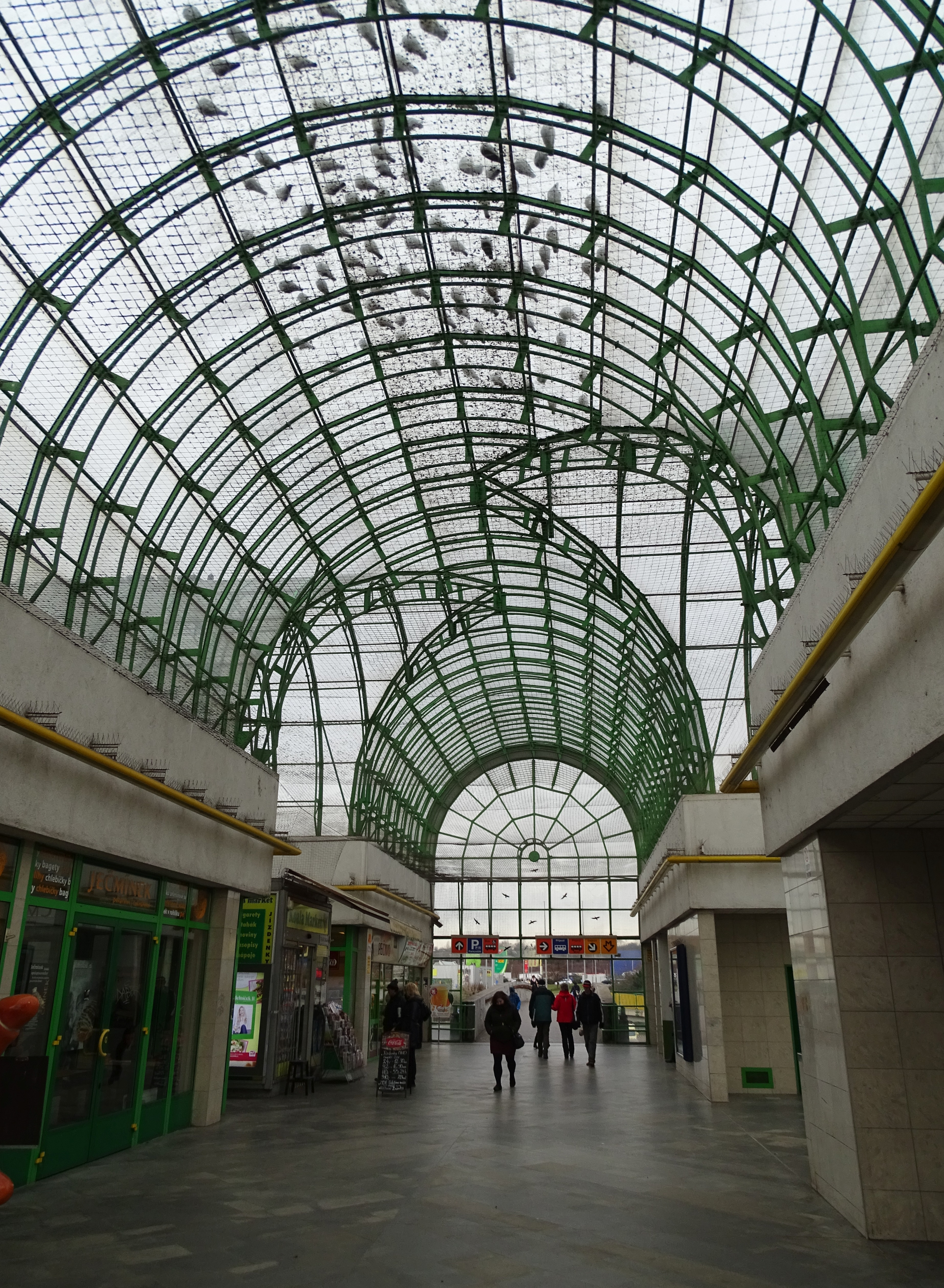
Nadchod s obchody
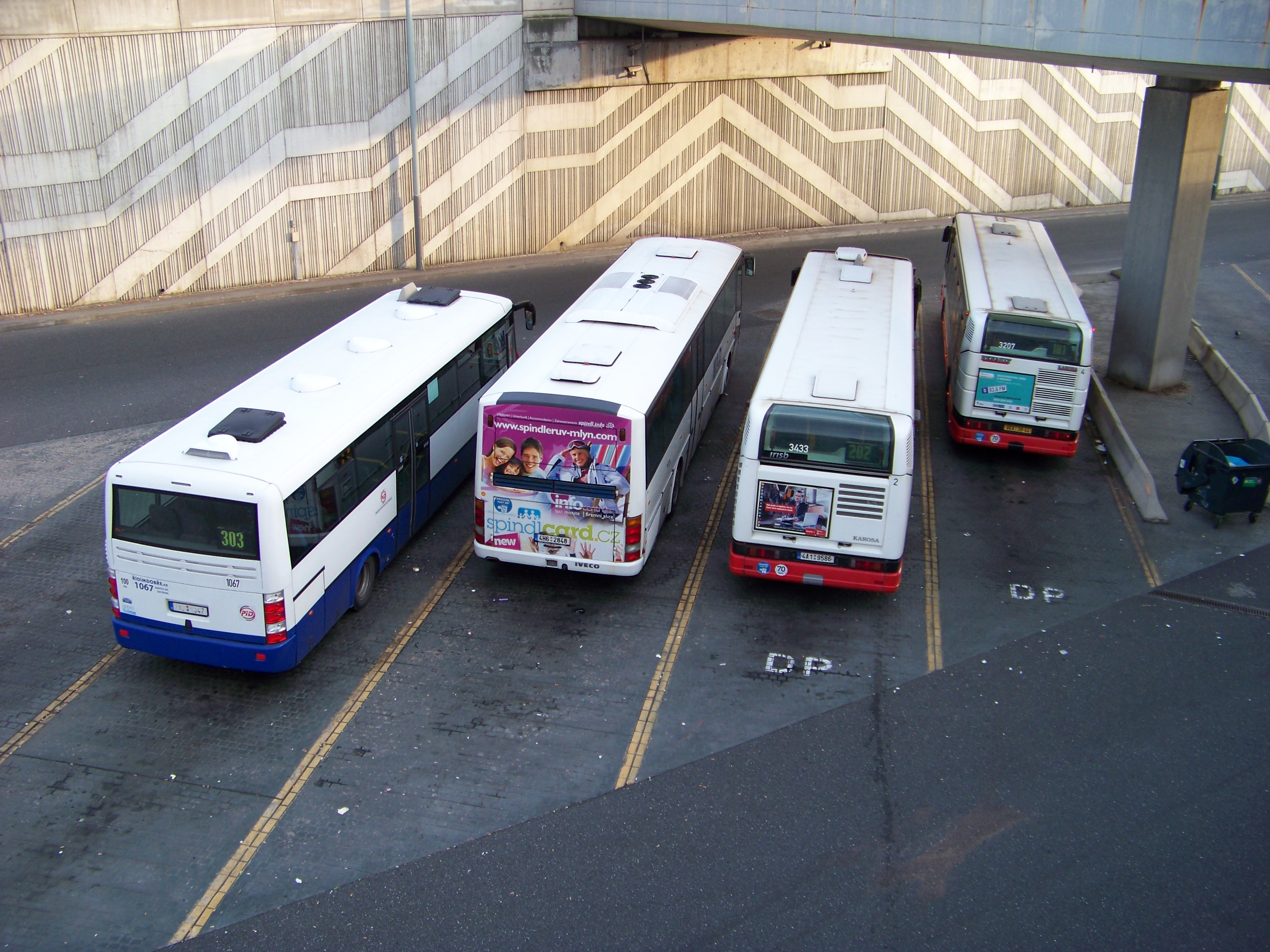
Stání pro autobusy